# Rosa 'Grace'
'Grace' ('AUSkeppy' es el nombre del obtentor registrado), es un cultivar de rosa que fue conseguido en Reino Unido en 2001 por el rosalista británico David Austin.

## Descripción
'Grace' es una rosa moderna cultivar del grupo « English Rose Collection ».
El cultivar procede del cruce de 'AUSleap' x planta de semillero.
Las formas arbustivas del cultivar tienen porte erguido bien ramificado que alcanza más de 120 cm de alto con 120 cm de ancho. Las hojas son de color verde claro brillante de tamaño medio, follaje coriáceo.
Capullos ovoides puntiagudos. Sus delicadas flores de color albaricoque o mezcla de albaricoque. Fuerte fragancia dehíbrido de té. Flor con 76 pétalos. El diámetro medio de 3". Rosa mediana, muy completa (41 + pétalos), forma de flor de roseta.
Florece de una forma prolífica, floración en oleadas a lo largo de la temporada.

## Origen
El cultivar fue desarrollado en Reino Unido por el prolífico rosalista británico David Austin en 2001. 'Grace' es una rosa híbrida con ascendentes parentales de cruce de 'AUSleap' x planta de semillero.
El obtentor fue registrado bajo el nombre cultivar de 'AUSkeppy' por David Austin en 2001 y se le dio el nombre comercial de exhibición 'Grace'® ™.
También se le reconoce por el sinónimo de 'AUSkeppy'.
- La rosa fue creada antes de 2001 en el Reino Unido e introducida en Estados Unidos David Austin Roses Limited (USA) en 2005 como 'Grace'®.[1]
- La rosa 'Grace' fue introducida en Australia con la patente "Australia - Application No: 2002/075 on 2002".[1]

## Premios y galardones
- Australian Bronze Medal 2004

## Cultivo
Aunque las plantas están generalmente libres de enfermedades, es posible que sufran de punto negro en climas más húmedos o en situaciones donde la circulación de aire es limitada. Se desarrollan mejor a pleno sol. En América del Norte son capaces de ser cultivadas en USDA Hardiness Zones 6b a 9b. La resistencia y la popularidad de la variedad han visto generalizado su uso en cultivos en todo el mundo.
Puede ser utilizado para las flores cortadas, jardín o portador guía. Vigorosa. En la poda de primavera es conveniente retirar las cañas viejas y madera muerta o enferma y recortar cañas que se cruzan. En climas más cálidos, recortar las cañas que quedan en alrededor de un tercio. En las zonas más frías, probablemente hay que podar un poco más que eso. Requiere protección contra la congelación de las heladas invernales.